# كاثرين وو مكالوك
كانت كاثرين غوجر وو ماكالوك (بالإنجليزية: Catharine Gouger Waugh McCulloch)‏، (ولدت 4 يونيو 1862 - توفيت 20 أبريل 1945)، محامية أمريكية ومُصلحة ومدافعة عن حق المرأة في التصويت. دافعت بنشاط من أجل حق المرأة في الاقتراع على المستوى المحلي ومستوى الولاية وعلى المستوى القومي كقائدة في جمعية إلينوي للدفاع عن حقوق المساواة في التصويت ورابطة شيكاغو للمساواة السياسية والجمعية الوطنية الأمريكية للمطالبة بحق المرأة في الاقتراع. كانت أول امرأة تُنتخب قاضية للسلام في إلينوي.

## سنوات حياتها المبكرة وتعليمها
ولدت كاثرين وو في ولاية نيويورك لسوزان غوجر وأبراهام ميللر وو. تعود جذور كاثرين إلى أصول فرنسية وأيرلندية. نشأت في إلينوي، وتخرجت من كلية روكفورد للإناث في عام 1882، حيث كتبت أطروحة حول أجور النساء وحصلت على بكالوريوس وشهادة ماجستير. التحقت كاثرين بعد ذلك بكلية القانون في شيكاغو (المسماة حاليًا مدرسة بريتزكر جامعة نورث وسترن للقانون). سعت وو للعمل في شيكاغو بعد تخرجها في عام 1886، لكنها واجهت التمييز الجنسي. عادت إلى روكفورد، إلينوي وبدأت ممارسة مهنة المحاماة.

## الزواج والأسرة
تزوجت كاثرين وو في عام 1890 من زميلها السابق في كلية الحقوق، فرانك هاوثورن ماكالوك. انتقلا إلى شيكاغو ودمجا جهودهما لتشكيل شركة محاماة باسم ماكالوك وماكالوك. سعت كاثرين إلى المساواة في علاقتها، على الصعيد الشخصي والمهني السياسي. وفقًا للرسائل التي أرسلتها إلى زملائها، تعتقد كاثرين أن زواجها من ماكالوك هو ما ساعدها في تقدم حياتها المهنية. كان للزوجين أربعة أطفال: هيو وو وهاثورن وو وكاثرين وو وفرانك وو.

## سيرتها المهنية
كانت ماكالوك عضوة في نادي العدالة، وهي شبكة مراسلات تأسست عام 1887 لتقديم الدعم والصداقة والمشورة بين المحاميات في جميع أنحاء البلاد. لم تنجح كاثرين في ترشحها في عام 1888 لمنصب محامي الولاية ممثلة لحزب المنع (Prohibition party)
بدأت كاثرين في العمل كرئيسة تشريعية لجمعية إلينوي للدفاع عن حقوق المساواة في التصويت في عام 1890. بعد أن أيدت المحكمة العليا في إلينوي قانونًا يمنح المرأة حق التصويت في انتخابات مجالس المدارس في عام 1891، عملت كاثرين على مشروع قانون يضمن حق المرأة في الاقتراع للانتخابات المحلية والرئاسية في ولاية إلينوي. ضغطت كاثرين وزملاؤها بشدة على جمعية إلينوي للدفاع عن حقوق المساواة في التصويت من أجل سن مشروع القانون من عام 1893 إلى عام 1913، كما نظمت رحلات القطارات والسيارات لحشد مؤيدي الاقتراع في جميع أنحاء الولاية. عكست أساليب كاثرين، الموجهة للجمهور المؤيدين لأفكارها من خلال التجمعات والمنشورات، أسلوب العديد من النساء العاملات في المجتمع بالإضافة إلى العاملات في المنازل، وغيرهم من نشطاء الحقبة التقدمية الذين سعوا إلى الدفاع عن حق الاقتراع كوسيلة لدفع جهود أكثر نحو إصلاحات أخرى. يتناقض نهجها مع نهج الأعضاء الأكثر تحفظًا في جمعية إلينوي للدفاع عن حقوق المساواة في التصويت مثل غريس ويلبر تروت، الذين فضلوا ممارسة ضغط هادئ ودبلوماسي أكثر.